# Lars Heikensten
Lars Heikensten (født 13. september 1950 i Stockholm i Sverige) er en svensk økonom, Nobelstiftelsens administrerende direktør og er Sveriges tidligere centralbankchef. 
Heikensten hade Rigsbankens øverste stilling siden 13. juni 2003 til 2005, og sat før dette som vice-centralbankchef fra 1995. 
Han overtog stillingen som centralbankchef efter Urban Bäckström. 